# ハートポイントサービス

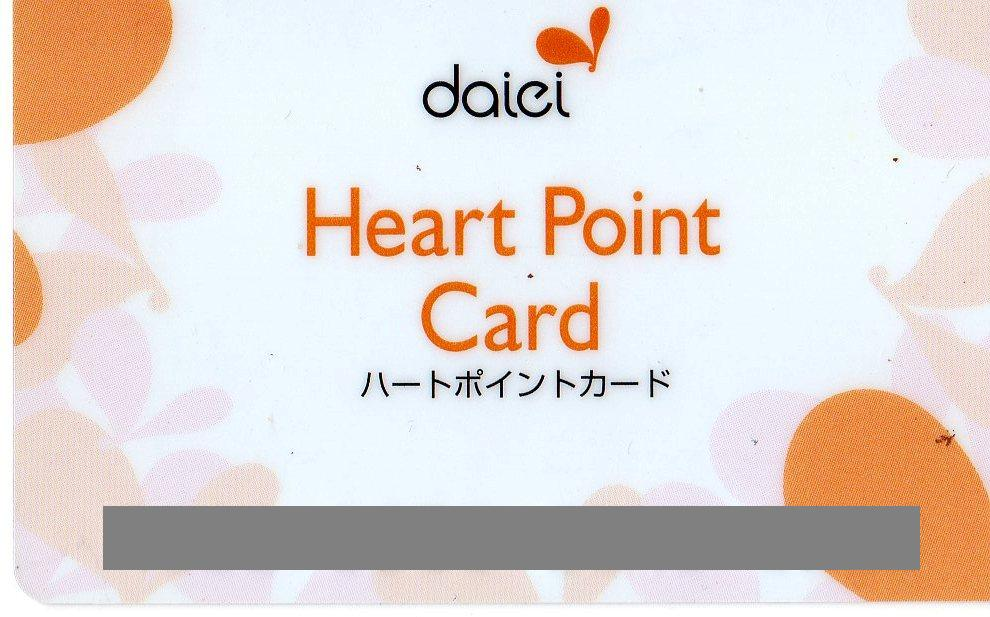
ダイエーハートポイントカード
（2006年から2016年まで使用されていたデザイン）

 ハートポイントサービス は、かつて株式会社ダイエーが運用していたポイントカードサービスである。2006年から2007年にかけてグループ子会社のスーパーマーケットも含めてPOSシステムを更新した際に、それまで店ごとに個別に展開していた各種ポイントサービスを共通化したものである。2016年に「WAON POINTカード」の導入に伴い廃止された（後述）。
ハートポイント移行前のポイントサービスには、「DonDon・たま～る」「グルメシティ倶楽部」「サカエクラブ」「ヒカリ屋ポイントカード」などがあった。本項では、統合前のそれらのポイントカードについても記述する。

## 歴史

### 導入の経緯
ダイエーは創業以来、品物をとにかく安く売ることを目標としていたために他の小売店がポイントカードを導入していく中ポイントカードの導入を見送っていた。そのため、唯一のポイント機能はグループのオーエムシーカードのカードで、レジにてクレジット払いで支払ったときに蓄積されるクレジットポイントのみであった。
しかし方針を転換しダイエーは、まず1999年10月にグルメシティ49店舗で「グルメシティ倶楽部」を導入した。続いてダイエーについても、2000年12月から19店舗で先行のうえ、2001年11月から2002年春にかけて全店に「DonDon・たま～る」カードを導入した。さらに、子会社のサカエの一部店舗で、「サカエクラブ」を導入した。
しかしこれらのポイントカードは、店舗間でポイントが合算されない、「グルメシティ倶楽部」ではポイント付与対象となっている食料品以外が「DonDon・たま～る」では原則対象外となっていたなど、顧客からも不満があった（なお、ダイエーの店舗であっても、トポスやDマート等には、これらのポイントカードは導入されなかった。また、ヒカリ屋ポイントカードは、これらのポイントカードとは一切関係ないうえ、ヒカリ屋は当時ダイエーとは異なる独自のPOSシステムを使用していた）。
産業再生機構による再建のもと、2005年までに店舗整理をおおむね完了したこと、当時のPOSシステム（1995年に導入した第2期）の老朽化、さらに当時の経営陣が電子マネーを活用する方針を掲げた（当時は、セブン&アイ・ホールディングスと提携して電子マネーを導入する構想があった）こと、これらが重なり、POSシステムを更新（第3期の導入）することになった。これにあわせて、今まで不満や改善要望が多かったサービスを刷新した「ハートポイントサービス」へ変更された。店舗さらにはグループ各社共通のポイントシステムとなったが、ポイント付与対象金額が税込みから税別に変更された、OMCカード以外のクレジットカードでの支払でポイントが付与されなくなった、各種ポイント倍増キャンペーンが段階的に廃止されていった、などの一面もある。
2009年11月2日からはハートポイントサービスの利便性向上のため、ダイエーのネットショッピングでも利用できるようになった。同時に株主優待の利用もリリースされている。
2012年3月22日から、60歳以上を対象とした専用カード「ハートポイントカード PLUS +（プラス）」の発行を開始した。

### WAON POINTカードへの移行に伴う廃止措置
イオングループは2016年6月1日、同業他社に比べ遅れていた現金やWAON以外の電子マネーに対応したポイントカードの分野に漸く参入し、「WAON POINTカード」をスタートさせた。
これによりダイエー運営の店舗(東京、神奈川、埼玉、千葉、大阪、兵庫、京都、奈良、和歌山)ではその前日を以ってポイント付与を停止し、8月末日で保有ポイントの利用も終了した。
一方でイオングループのリストラによりダイエーから切り離された店舗では期間が異なり、いずれも9月末で保有ポイントの利用を終了させた。なおポイントが付与される間は「WAON POINTカード」は使えなかった。
- 北海道…2016年6月15日まではポイントが付与され、7月15日までのカード切り替えで100ポイント付与
- 本州の分離店舗・九州…2016年6月22日まではポイント付与[注釈 1]

## 概要

### ハートポイントシステム導入前のサービス

#### DonDon・たま～る

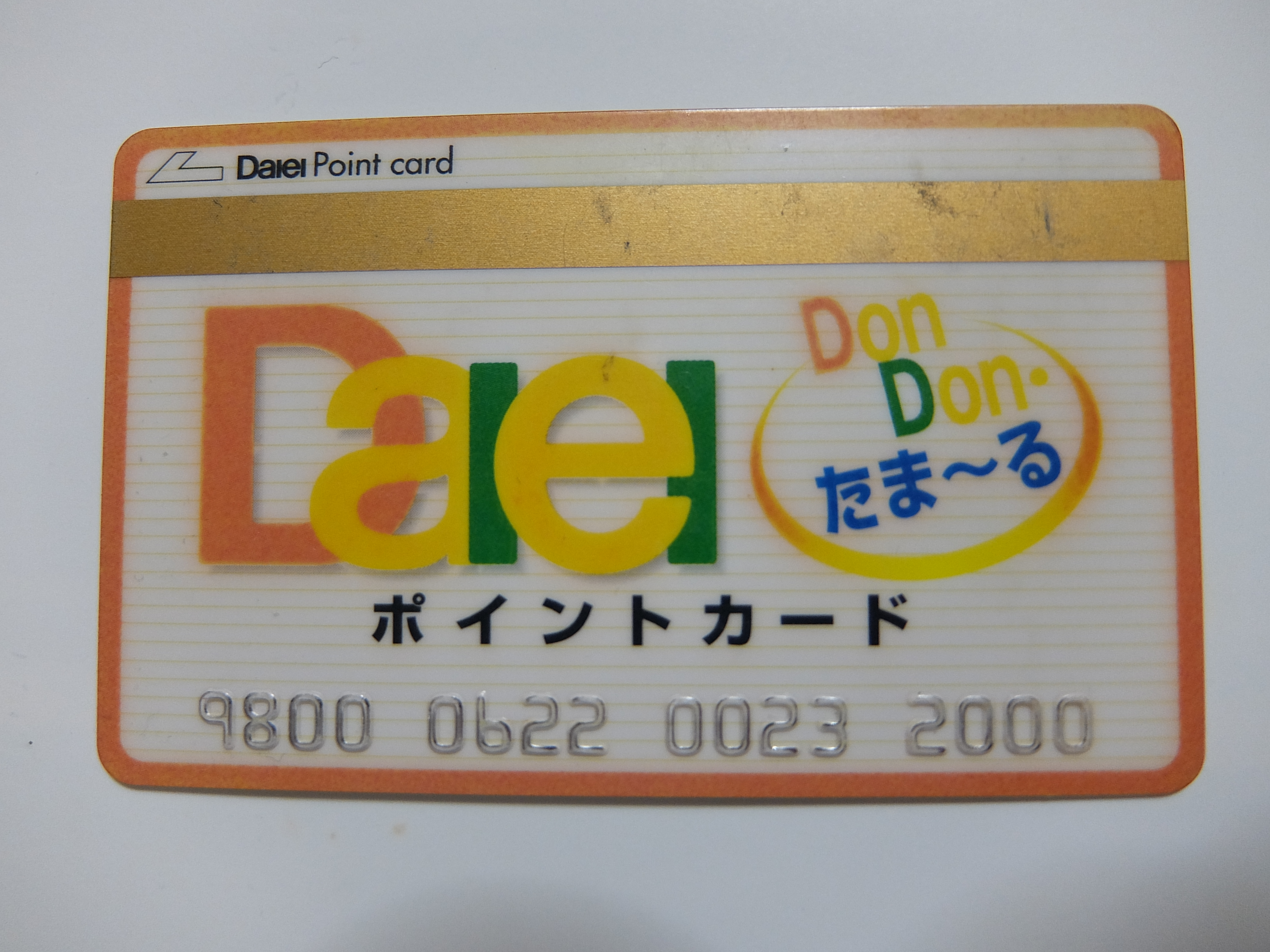
旧来のポイントカード。店舗ごとでポイントを管理していた。５桁目から８桁目が店コードである。

200円（税込）につき1ポイントたまるほか、ボーナスポイントが設定されていた。500ポイント貯まるとサービスカウンター（スマイルカウンターと称した時期もある）で500円分のダイエーお買い物券と交換できた。食品売り場とギフトコーナーでの支払にのみポイントが付与された（ただし、年に数回、他の売場においてもポイントを付与するキャンペーンが行われていた）。ポイントはカード発行店でしか蓄積されなかった（OMCカードにポイントを付与することも可能であったが、店舗間でポイントは合算されなかった）。

#### グルメシティ倶楽部
基本は上記カードと同じであるが、食料品に限らず、衣料品や雑貨売り場などでもポイントが付与された。また東京都世田谷区の下北沢店では、テナントであるユニクロでもポイントが付与されていた。

#### サカエクラブ
グルメシティ倶楽部とほぼ同じであるが、ボーナスポイントの設定金額が低くされていた。サカエ店舗すべてでポイントシステムが採用されていたわけではなかった。

#### ヒカリ屋ポイントカード
京都店を除くヒカリ屋各店舗で採用されていた、ヒカリ屋独自のポイントカード。ヒカリ屋では、ダイエーグループPOSシステム第3期以前は、ダイエーグループとは異なるヒカリ屋独自のPOSシステム（ターミナルは寺岡精工製）を採用していた。なお、2007年3月1日に運営会社がグルメシティ近畿に合併したことを反映し、POSシステムの更新が行われた瀬田店と山科店では、POSシステム更新にあわせて、グルメシティ店舗の扱いに変更されている。

### 廃止時点におけるサービス

#### ハートポイントサービス
DonDonたま～る、グルメシティ倶楽部、サカエクラブ、ヒカリ屋ポイントカードなどの後継。POSシステム（第3期）の更新が完了した店舗から順に導入していった。
2016年4月時点で、利用可能店舗はダイエー直営店及びグルメシティ各店と北海道・本州・九州のイオン・マックスバリュ（旧ダイエーとグルメシティの店舗のみが対象）であった。
ただし、カテプリ新さっぽろなど一部店舗や、対象店舗であっても一部専門店では利用できない。有価証券や家電修理代金など一部商品、代金についても利用できない。
ハートポイントは200円(税抜)につき1ポイント付与され、1ポイント＝1円として利用できる様に、2013年9月1日より改定された。
月間利用金額に応じて最大で700ポイントのボーナスポイントの付与も実施している。ポイントの有効期限は最終利用月の翌月から3ヶ月となっている。
オーエムシーカード以外のクレジットカードで支払うと、エコポイントを除くポイントが付与されない。
レジ袋を辞退するとエコポイントとして2ポイント付与するサービスを行っていたが、2013年11月1日より、食品レジでのレジ袋有料化に伴い、レジ袋辞退時のエコポイント付与は取りやめになっていた。しかし、2014年1月に会社側が急遽レジ袋有料化を撤回。エコポイント制度については2013年10月末日以前の状態に戻っている。
店舗によってはピュアウォーターサービスや各種割引セールなどでカードを利用している。
カード忘れなどによるポイントの後付けはシステム上の制約から「当日中」になっており、各店舗のサービスカウンターで受付している。
カードの磁気不良による交換や、オーエムシーカードの会員番号変更に伴うポイント移行などもサービスカウンターで受け付けている。
旧ポイントからハートポイントへ移行する際、旧システムの情報を引き継がずにハートポイントカードに新規入会するという形を取った。切り替え時にはオーエムシーカードの入会キャンペーンなども行われた。複数店舗のポイントを持っていた場合、まず1枚ハートポイントカードを作り、各店舗にてポイント移行手続きを取ることでカードをまとめることができた。また、オーエムシーカードにポイントを付与していた会員は自動的にポイントが移行された。

#### ハートポイントカード
白地にダイエーのコーポレートマークをあしらったデザインの「ハートポイントカード」にポイントを付与している。
- 入会には申込書に住所、氏名、電話番号などを記入する必要がある。サービスカウンターのほか、セルフレジを除くレジカウンターで入会できる。100円の発行手数料がかかる[注釈 7]。

オーエムシーカードにもポイントを付与している。ダイエーなどにあるオーエムシーカードカウンターで申し込む際に、ハートポイントを強調するため用意されたオレンジを基調としたスタンダードカードを選択することが出来る。オーエムシーカードで支払うと、ハートポイントのほかにオーエムシーカードのポイントであるわくわくポイントも付与される。
- オーエムシーカードが商号変更したセディナ発行のカードであっても、券面にOMCロゴがないものには支払い方法に関係なくハートポイントが付与されない。

2009年11月から店舗と同様にダイエーネットショッピングにおいてもハートポイントが利用できるようになった。

#### ハートポイントカード PLUS +（プラス）
「ハートポイントカード PLUS +（プラス）」は、60歳以上向けのポイントカードで、通常のハートポイントカードの機能に加え、毎月「5」の付く5日、15日、25日に限り、売場ほとんど全品を対象に、通常の5倍のポイントを進呈する会員様限定特典が受けられる
。
なお60歳以上で、既存のハートポイント会員は、各店舗店頭にて「ハートポイントカード PLUS +（プラス）」に切り替えることができる。発行手数料は無料。新規で入会する際には年齢確認書類が必要になる。